# Georges Wassmer
Georges Wassmer (* 2. Februar 1927; † 5. Oktober 2014 in Thônex) war ein Schweizer Tischtennis-Nationalspieler. In den 1950er Jahren nahm er an vier Weltmeisterschaften teil.

## Aktiver
Georges Wassmer wurde zweimal Schweizer Meister, 1953 im Doppel mit Hugo Urchetti und 1957 im Mixed mit Alice Grandchamp.
Viermal wurde Wassmer in der Zeit von 1950 bis 1954 für die Teilnahme an Weltmeisterschaften nominiert, wo er 1950 mit der Schweizer Mannschaft Fünfter wurde.

## Turnierergebnisse
| Verband | Veranstaltung     | Jahr | Ort      | Land | Einzel     | Doppel    | Mixed        | Team |
| ------- | ----------------- | ---- | -------- | ---- | ---------- | --------- | ------------ | ---- |
| SUI     | Weltmeisterschaft | 1954 | Wembley  | ENG  | letzte 256 | letzte 16 | Scratched    | 25   |
| SUI     | Weltmeisterschaft | 1953 | Bukarest | ROU  | letzte 128 | letzte 32 | keine Teiln. | 13   |
| SUI     | Weltmeisterschaft | 1951 | Wien     | AUT  | letzte 128 | letzte 64 | letzte 64    | 7    |
| SUI     | Weltmeisterschaft | 1950 | Budapest | HUN  | letzte 128 | Scratched | keine Teiln. | 5    |